# فیلاندر کالابی
فیلاندر کالابی (نام علمی: Thylogale calabyi) کیسه‌داری از تیره درازپایان، سردهٔ کیسه‌راسوها است که در پاپوآ گینه نو یافت می‌شود. در سیاهه قرمز IUCN، این جانور در وضعیت در معرض خطر طبقه‌بندی شده است.